# Radegundis Feitosa Nunes
Radegundis Feitosa Nunes (Itaporanga, 1962 – Itaporanga, 1 de julho de 2010) foi um trombonista clássico e popular brasileiro.
Era doutor em trombone pela Universidade Católica da América, nos Estados Unidos.Presidente e fundador da Associação Brasileira de Trombonistas, este paraibano era considerado um dos maiores trombonistas do mundo

## História
Quando era estudante em Itaporanga, na Paraíba, Radegundis decidiu botar a boca no trombone. Passou a tocar o instrumento na Banda Filarmônica Cônego Manoel Firmino muito famosa na região e em orquestras de carnaval. O rapaz iria longe na carreira de instrumentista.
Mudou-se para João Pessoa para estudar engenharia, mas formou-se em música pela Universidade Federal da Paraíba, em 1983. Onde, ingressaria como professor e também foi chefe do Departamento de Música. Sempre estudando,  Radegundis cursou mestrado na Juilliard School em Nova Iorque – EUA (1987), e doutorado na Catholic University of America em Washington – EUA (1991). Tornou-se o primeiro brasileiro doutor em trombone.
Apresentava-se com vários grupos, como o Quinteto Brassil (com dois "esses" mesmo) e o Brazilian Trombone Ensemble, de metais e percussão. Além de ser primeiro trombone da Orquestra Sinfônica da Paraíba.
Fez shows no exterior e gravou discos. Também dirigiu o grupo Paraibones, um conjunto de trombones formado por alunos seus da faculdade. Filho de um construtor que organizava orquestras de Carnaval, era de uma família de músicos. Tem um irmão oboísta e outro saxofonista e dois de seus filhos também seguiram na área.
No dia 1º de julho de 2010, viajou para sua cidade natal com mais três músicos. Iria tocar no aniversário de 150 anos da paróquia. Prestes a chegar à cidade, perdeu o controle do automóvel, na estrada. Nenhum dos passageiros resistiu. Morreu aos 47 anos, deixando viúva, filhos e neto